# Джепчище
Джепчище или Джепчища (на македонска литературна норма: Џепчиште; на албански: Xhepçishti, Джепчищи) е село в Северна Македония, в община Тетово.

## География
Селото е разположено в областта Долни Полог, в източните склонове на Шар на 7 километра североизточно от град Тетово.

## История
В края на XIX век Джепчище е смесено българо-албанско село в Тетовска каза на Османската империя.
Андрей Стоянов, учителствал в Тетово от 1886 до 1894 година, пише за селото:
| „ | Село Джепчиште — расположено край полето и планината. Една малка вадичка, която носи много пѣсъкъ и камъни презъ промивнитѣ дъждове, дѣли селото на 2 отдѣления, отъ които първото има около 70 арнаутски кѫщи, и въ второто 11 български. Арнаутитѣ иматъ една джамия, а българитѣ ходятъ на църква въ Тетово, или въ близкитѣ села Сетуле и Лѣшокъ. Близо надъ селото има развалини отъ стара църква, дѣто българитѣ, заедно съ много гости отъ околнитѣ села, се събиратъ да празднуватъ и колятъ курбанъ два пѫти всѣка година — на 18 януарий и на 15 августъ. | “ |

Според статистиката на Васил Кънчов („Македония. Етнография и статистика“) от 1900 година Джепчища е село, населявано от 80 жители българи християни и 385 арнаути мохамедани.
При избухването на Балканската война в 1912 година 2 души от Джепчище са доброволци в Македоно-одринското опълчение. Селото остава в Сърбия след Междусъюзническата война в 1913 година.
Според Афанасий Селишчев в 1929 година Джепчище е село в Джепчишка община с център в Порой и има 150 къщи с 990 жители българи и албанци.
Според преброяването от 2002 година селото има 4051 жители.
| Националност     | Всичко |
| северномакедонци | 81     |
| албанци          | 3934   |
| турци            | 0      |
| роми             | 0      |
| власи            | 1      |
| сърби            | 0      |
| бошняци          | 0      |
| други            | 35     |

До 2004 година Джепчище е център на самостоятелна община. Футболният клуб на Джепчище се казва ФК Ренова.

## Личности
Родени в Джепчище
- Джеладин Мурати (р. 1942), политик от Северна Македония
- Мухамед Халили (р. 1951), политик от Северна Македония